# Пантелерија
Пантелерија (итал. Pantelleria) је острво и насеље у Италији у округу Трапани, региону Сицилија.
Према процени из 2011. у насељу је живело 3455 становника. Насеље се налази на надморској висини од 44 м.

## Становништво
Према резултатима пописа становништва 2011. у општини је живело 7.493 становника.
| 1931. | 1936. | 1951.  | 1961. | 1971. | 1981. | 1991. | 2001. | 2011. |
| ----- | ----- | ------ | ----- | ----- | ----- | ----- | ----- | ----- |
| 9.458 | 9.806 | 10.306 | 9.601 | 8.327 | 7.914 | 7.484 | 7.224 | 7.493 |